# Reverse Engineering
Reverse Engineering (aus englisch reverse engineering; für umgekehrt entwickeln, rekonstruieren; Kürzel: RE; auch Nachkonstruktion) bezeichnet den Vorgang, aus einem bestehenden fertigen System oder einem meistens industriell gefertigten Produkt durch Untersuchung der Strukturen, Zustände und Verhaltensweisen die Konstruktionselemente zu extrahieren. Aus dem fertigen Objekt wird somit wieder ein Plan erstellt.
Im Gegensatz zu einer funktionellen Nachempfindung, die ebenso auf Analysen nach dem Black-Box-Prinzip aufbauen kann, wird durch Reverse Engineering angestrebt, das vorliegende Objekt weitgehend exakt abzubilden.
Oft wird versucht, zur Verifikation der gewonnenen Einsichten eine 1:1-Kopie des Objekts anzufertigen, auf deren Basis es grundsätzlich möglich ist, Weiterentwicklung zu betreiben.

## Einsatzbereiche

### Hardware
Um Hardware zwecks Nachbau zu untersuchen, wurden z. B. in der DDR Methoden entwickelt, bei denen ein Chip-Die lagenweise abgetragen wurde (durch Schleifen oder selektives Ätzen) und dann die Ebenen per Mikroskop untersucht wurden, um die Funktionalität und ihre Hardwarebasis herauszufinden. Auf diese Weise entstand ein Z80-Nachbau als U880. Diese Berichte sind glaubhaft, da einige Firmen noch heute solche Dienste anbieten und erfolgreich erbringen.

### Software
Speziell bezogen auf Software wird darunter meistens einer der folgenden Vorgänge verstanden:
- Die Rückgewinnung des Quellcodes oder einer vergleichbaren Beschreibung aus Maschinencode, z. B. von einem ausführbaren Programm oder einer Programmbibliothek, etwa mit einem Disassembler (kann Teil eines Debuggers sein) oder einem Decompiler.
- Die Untersuchung des Programmablaufs und seiner Kommunikation mit der Systemumgebung in einem Debugger.
- Die Erschließung der Regeln eines Kommunikationsprotokolls aus der Beobachtung der Kommunikation, z. B. mit einem Sniffer.
- Die nachträgliche Erstellung eines Modells, ausgehend von bereits vorliegendem Quellcode, in der objektorientierten Programmierung.

Im ersten Fall werden oft Decompiler eingesetzt, die den Quellcode eines Programms weitestgehend automatisch aus seinem Binärcode zurückgewinnen. Ist dieses nicht durchgehend möglich, so kann der aus dem Binärcode des Programms direkt mit einem Disassembler ermittelbare Maschinencode auch manuell analysiert werden, was allerdings eine merkliche Erschwernis bedeutet. Es kann i. d. R. nicht der gesamte Programmquellcode ermittelt werden, da z. B. Kommentare niemals und lokale Objektnamen nur selten im verfügbaren Binärcode enthalten sind. Gelegentlich finden Rückentwickler aber auch die dafür erforderlichen Debug-Symbole im fertigen Produkt wieder, so zum Beispiel im Spiel Super Mario 64. Oft ist das Ergebnis trotz allem für den jeweiligen Zweck ausreichend, z. B. zur Verhaltensanalyse eines Softwaresystems oder als Hilfe beim Beheben eines Fehlers. Manche Debugger erlauben die Vergabe eigener Namen für Symbole und Objekte, wobei dies nur dem Benutzerkomfort dient und keinen Einfluss auf das Programm hat.
Reverse Engineering ist oft auch notwendig, wenn etwa die Entwickler eines Betriebssystems, welches freie Software ist, für ein bestimmtes Gerät einen Gerätetreiber schreiben wollen. Die Konstruktion des Gerätes ist ein Herstellergeheimnis. Zu den gängigen Herangehensweisen gehören die Öffnung und Untersuchung des Gerätes und das Abhören seiner Kommunikation bei seiner Bedienung. Das Internet bietet außerdem Quellen und Plattform für den Austausch mit anderen Entwicklern oder für die Suche nach technischen Informationen, etwa weil sie von Fachhändlern veröffentlicht worden sind oder weil beteiligte Unternehmen diese Informationen wissentlich oder unwissentlich im Internet veröffentlicht haben. Disassemblieren oder Dekompilieren eines vorhandenen Gerätetreibers, etwa von einem nicht-freien Betriebssystem, ist in der Regel nicht notwendig.
Ein weiteres Anwendungsfeld sind Quelltext-Rekonstruktionen von Abandonware gewordenen Computerspielklassiker, wie z. B. Another World, um u. a. Portierungen auf aktuelle Plattformen vornehmen zu können.
Inzwischen sind auch Hersteller auf das Reverse Engineering ihrer eigenen Produkte angewiesen, wenn zum Beispiel ein Produkt so lange am Markt ist, dass Originale nicht mehr erhalten sind, aber Gewährleistungsansprüche erfüllt werden müssen. So hat der Softwarehersteller Microsoft eine Sicherheitslücke in dem zu Office gehörenden Formeleditor entfernt, indem die binäre Programmdatei gepatcht wurde. Die übliche Vorgehensweise für Patches ist dagegen, eine neue Ausgabe des Programms aus vorhandenem Quellcode zu generieren.
Im Fall des Modellbaus nach der Entwicklung spricht man jedoch in Abgrenzung zum Reverse Engineering insbesondere während des Softwareentwicklungsprozesses von Code-Rückführung, wenn aus einer Entwurfsspezifikation gewonnener Quellcode manuell modifiziert und der modifizierte Quellcode wieder in das Modell der Entwurfsspezifikation übernommen wird, um dort weiterverarbeitet werden zu können (vor allem bei Single Source CASE-Werkzeugen).
Dies ist auch möglich, wenn bei bereits fortgeschrittenen und umfangreichen Software-Projekten gar keine Entwurfsspezifikation beispielsweise in UML existiert und nachträglich erzeugt werden soll.

### Maschinenbau
Im Maschinenbau wird das Reverse-Engineering für verschiedene Aufgaben eingesetzt. Das ist eine direkte Folge der Verfügbarkeit von preisgünstigen 3D-Scannern mit hoher Auflösung – gepaart mit Software, die das Reverse Engineering immer enger mit den CAD-Systemen verzahnt. Gleichzeitig sind heute Computer-Systeme verfügbar, die über ausreichend Rechenleistung und Speicher verfügen, um die bei der Digitalisierung anfallenden Datenmengen zu verarbeiten.

#### Prozesse des Reverse-Engineering – Zielfindung
Beim Reverse-Engineering kann man verschiedene Prozesse unterscheiden.
Allen gemeinsam ist, dass das Ziel den Weg bestimmt und in technische und fertigungstechnische Ziele unterteilt wird.

##### Technische Anforderungen
Das Bauteil oder die Baugruppe steht dem Prozess in der Regel als physikalisches Objekt zur Verfügung. Bei historischen Systemen nutzt man alte Skizzen und Fotos. Wichtig ist zu verstehen, wie das Bauteil funktioniert und welche technischen Anforderungen gestellt werden. Zu den technischen Anforderungen gehören, welche Kräfte über das Bauteil übertragen werden, unter welchen Temperaturen das Bauteil eingesetzt wird, welchem Abrieb es unterliegt etc. Die Summe dieser Anforderungen ergibt das Ziel, an dem sich das Ergebnis des Reverse-Engineerings messen muss.

##### Fertigungstechnische Anforderungen
Den zweiten Aspekt stellen die fertigungstechnischen Anforderungen dar. Es ist nicht immer wirtschaftlich, das neue Bauteil mit demselben Fertigungsprozess herzustellen wie das Original. Häufig lohnt es sich nicht, bei geringen Stückzahlen, eine Gussform zu erstellen, wenn die technischen Anforderungen es erlauben dieses Bauteil als Fräsbauteil zu fertigen.
Alle weiteren Prozesse folgen diesem ersten Prozess der technischen und fertigungstechnischen Zieldefinition.

#### Scan to Print

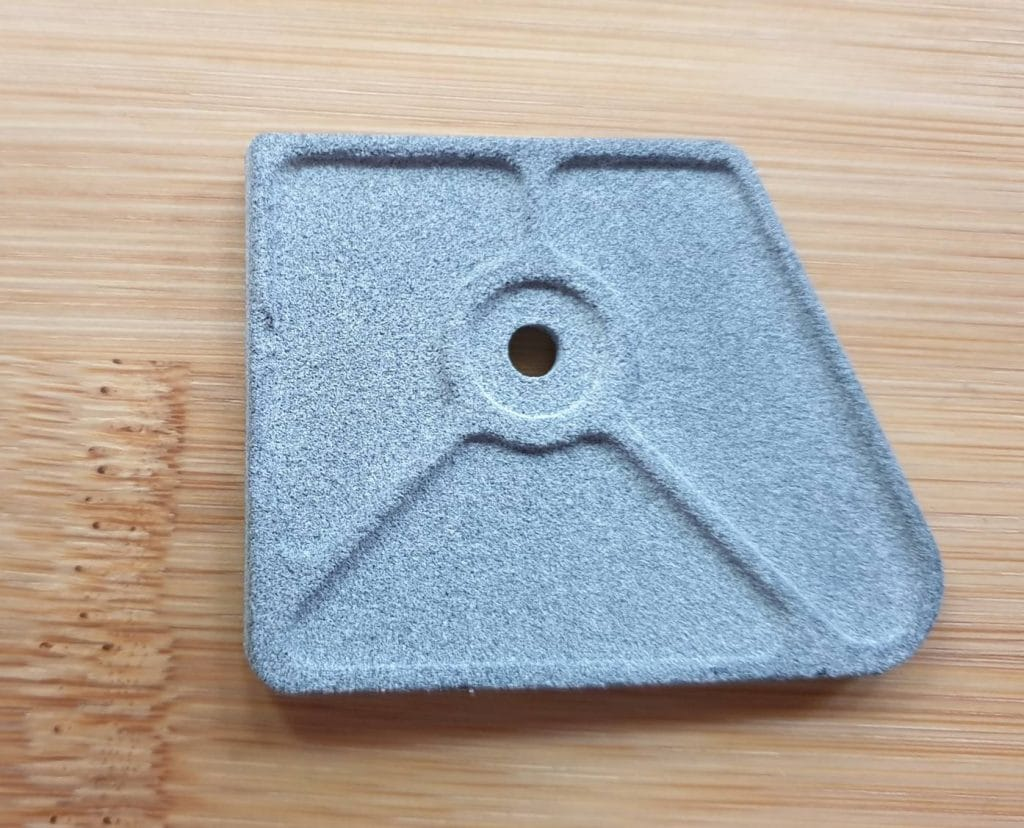
Einfacher Stopfen für ein Profil

Nach der Zieldefinition, die bestimmt, mit welchem Material das Bauteil gedruckt wird, muss das Bauteil mit einem 3D-Scanner oder einem industriellen Computer-Tomographen (iCT) vollständig erfasst werden. Nacharbeit am so erstellten 3D-Modell ist in der Regel notwendig, bevor es gedruckt werden kann. Nicht gescannte Bereiche, wie beispielsweise die aufliegende Seite eines Modells oder andere nicht einsehbare Details, müssen gegebenenfalls ergänzt werden. Auch muss Sorge dafür getragen werden, dass das Flächenmodell „wasserdicht“ ist, dass also alle Kanten verknüpft sind, alle Flächenorientierungen homogenisiert sind und sich keine Löcher in der Oberfläche befinden. Abschließend sind noch druckprozessspezifische Anpassungen wie Stützstrukturen zu ergänzen. Ist diese Aufarbeitung abgeschlossen kann das Modell auf einem geeigneten 3D-Drucker reproduziert werden.
Mit diesem Verfahren lassen sich nur einfache Bauteile mit geringen Anforderungen herstellen. Das Verändern der Daten, die man aus dem 3D-Scan erhält, ist sehr zeit- und arbeitsintensiv. Damit ist dieses Verfahren nicht für alle Bauteile ökonomisch. Es bietet sich beispielsweise zur Herstellung nicht mehr verfügbarer Ersatzteile an.

#### Reverse-Engineering für die Reparatur
Bei diesem Prozess geht es darum ein Bauteil mit komplexen technischen Anforderungen herzustellen. Bei Investitionsgütern, wie einem Kraftwerk, einem Walzwerk oder einem Verdichter, findet man noch heute Systeme im Einsatz, die 30 Jahre und älter sind. Zudem nehmen die Hersteller dieser Sondermaschinen teilweise nicht mehr am Markt teil.
In diesem Fall werden die Bauteile vermessen und oft mit einem 3D-Scanner erfasst. Diese Daten werden dann in einer geeigneten Software in ein parametrisches CAD-Model umgewandelt. Durch die Abnutzung des Bauteils wie Verschleiß und Verzunderung, ist es eine kleine Kunst zu erkennen, wie die Abmaße am Originalteil gewesen sind. Im Speziellen bei den Profilen von Turbinenschaufeln und den Kanälen von Pumpen und Turbinen findet dieses Verfahren häufig Anwendung, da diese Profile über mehrere Spline-Querschnitte definiert sind.
Mit diesem Prozess lassen sich beliebig komplexe Systeme herstellen, die durch den Einsatz von modernen Materialien, Beschichtungen und Bearbeitungsverfahren besser als das Original sein können.
Dieser Prozess ist perfekt für die Reparatur von teuren Maschinen geeignet, bei denen die Ersatzteile nur wenige Male benötigt werden.
Wenn man diesen Prozess in einem regulierten Bereich wie der Luftfahrt-, der Pharma- oder der Lebensmittel-Industrie einsetzt, müssen die Produkte nach dem Reverse-Engineering von der zuständigen Behörde zugelassen werden.

#### Reverse-Engineering für eine Serienproduktion

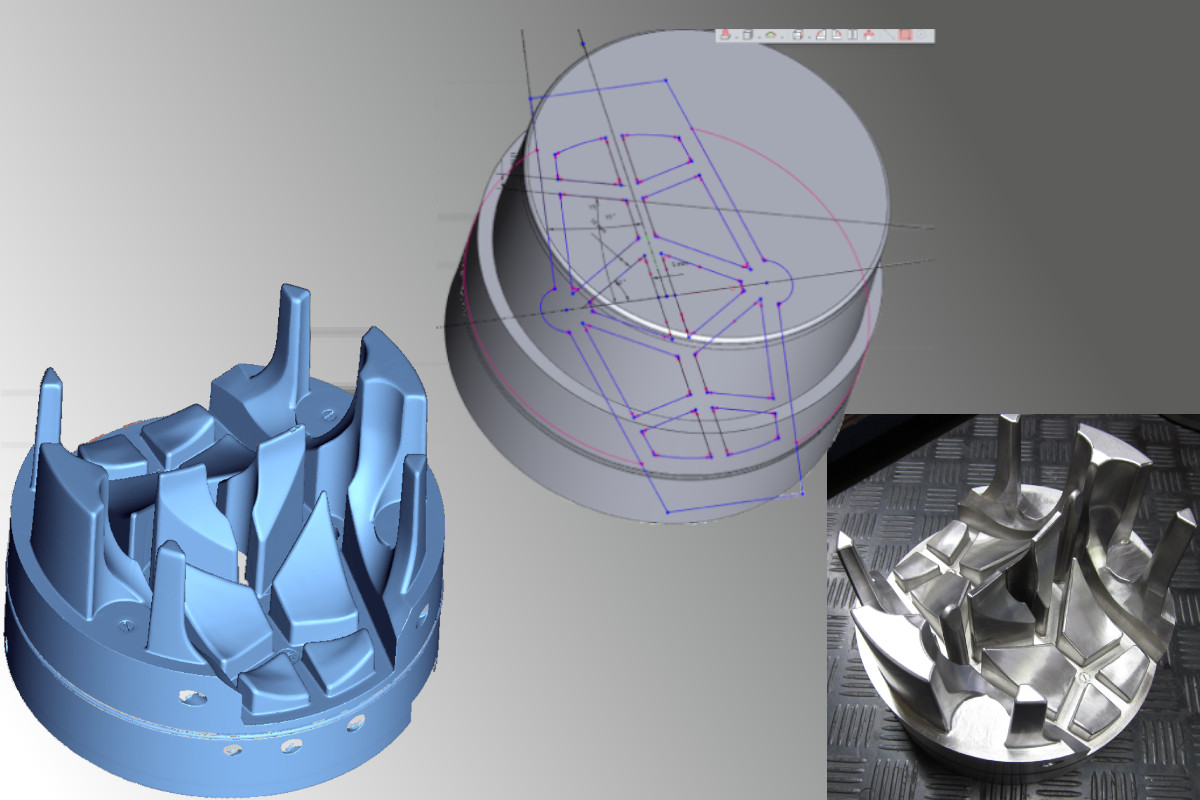
RE Serienproduktion

Dieser Prozess durchläuft die Schritte des Reverse-Engineerings für die Reparatur. Nachdem das CAD-Model mit der spezialisierten Software erstellt wurde, wird dieses als natives Teil in das CAD-System des Herstellers übertragen. Damit wird gewährleistet, dass die Bauteile ohne besondere Kenntnisse in einer spezialisierten Software von einem Konstrukteur weiterentwickelt werden können.

#### Reverse-Forward Engineering

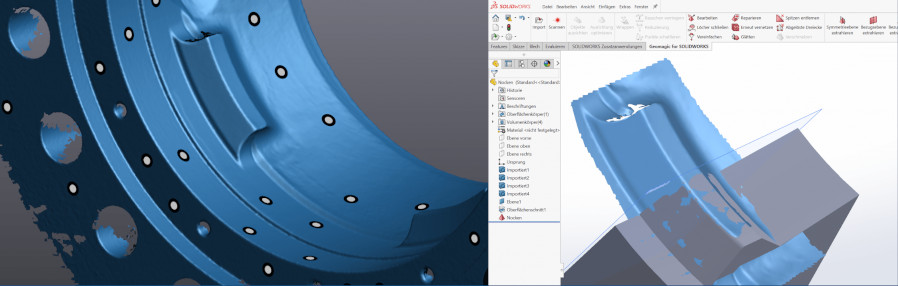
Reverse-Forward Engineering

Diesen Fall findet man immer dann, wenn zwei Bauteile mit hoher Präzision passen müssen. Dabei entsteht das erste Bauteil in einem Prozess wie Gießen oder Schmieden, bei dem man auf die Toleranzen nur einen geringen Einfluss hat. Das zweite Bauteil wird in der Regel auf einer CNC-Maschine hergestellt und muss dabei die Toleranzen des ersten Bauteils kompensieren. Abgebildet ist ein Schieber-Ventil, bei dem das Gehäuse gegossen wurde und der Schieber wird nun so produziert, dass die Nocken an dem Gussgehäuse den Schieber an die Dichtung drücken.

#### Reverse-Engineering eines Lehm-Models
Auch heute noch werden Modelle mit schönen Oberflächen von Designern mit einem Lehmmodel erstellt. Diese Modelle werden dann mit einem 3D-Scanner erfasst und in einer geeigneten Software mit C2 Flächen nachmodelliert. Noch heute werden Autokarosserien als Lehmmodel erstellt.

#### Reverse-Engineering für die Systemintegration
Dieser Fall stellt eine Ausnahme zu der anfänglich erwähnten Regel zur Ziele-Definition dar. Die 3D-Daten werden benötigt, um ein neues System in ein bestehendes System zu integrieren. Dabei werden die Daten aus dem 3D-Scan genutzt, um den ist Zustand zu dokumentieren. Mit diesen Daten wird dann ein neues System eingepasst. In der Luftfahrt-Industrie wird häufig die Kabine mit einem 3D-Scanner erfasst, um eine neue Ausstattungsvariante zu planen.

#### Reverse-Engineering zur Einführung modellbasierter Entwicklung
Reverse-Engineering kann zum Wechsel von dokumentenbasierter Produktentwicklung zur Einführung von Model-based Systems Engineering (MBSE) beitragen, indem aus dem Produkt und der herkömmlichen Dokumentation ein Systemmodell abstrahiert und zusammengeführt wird. Damit wird aus dem bestehenden Wissensstand ein Modell erzeugt, dass für Weiterentwicklungen und Nachfolger des Produktes zur Verfügung steht.

#### Weitere Anwendungen
Es gibt noch eine Reihe von weiteren Anwendungen, bei denen das Reverse-Engineering zum Einsatz kommt oder kommen kann:
- Offline-Programmierung von Roboterbahnen für das Beschichten
- Erstellen von Wachskernen für den Gussprozess in der Schmuckindustrie
- Skalieren von Kunst Plastiken, die mittels Sand-Kern gedruckter Form gegossen werden sollen
- Anpassung von Orthesen und Prothesen
- Anpassung von Implantaten, die mittels Tomographie und 3D-Druck erstellt wurden

Diese Liste kann beliebig fortgeführt werden. Dabei orientieren sich die Prozesse im Kern an den oben beschriebenen Prozessen.

#### Qualitätssicherung des Reverse-Engineerings Prozess
Für ein hochwertiges Reverse-Engineering ist eine Qualitätssicherung sinnvoll. Diese sollte zu drei Zeitpunkten im Prozess erfolgen.
1. Sind wie bei Turbinenschaufeln eine Vielzahl von vermeintlich identischen Objekten vorhanden, werden mehrere Schaufeln mit dem Scanner erfasst. Diese Scans werden untereinander verglichen, um festzustellen, ob wirklich alle Objekte identisch sind. Ist das der Fall, werden die Scans vermittelt und dieser vermittelte Scan wird für das weiter Reverse-Engineering genutzt.
2. Nach dem Reverse-Engineering wird das neue CAD-Model mit den Scandaten verglichen und es wird ein Bericht erstellt, aus dem zu ersehen ist, wo das CAD-Model von den 3D-Scan Daten abweicht.
3. Nach der Fertigung wird das neue physische Model mit dem Scanner erfasst und mit dem CAD-Model verglichen, das im Reverse-Engineering angefertigt wurde.

### Pharmazie, Biotechnologie und Systembiologie
In der Chemietechnik und der Arzneimittelforschung wird seit geraumer Zeit Reverse Engineering für die Generikaentwicklung oder andere Formen des Wissenstransfers praktiziert, was beispielsweise der Pharmaziebranche Indiens zum Aufstieg verhalf. Im März 2021 rekonstruierten Forschende der Stanford-Universität die Sequenzen der mRNA-Impfstoffe BNT-162b2 von BioNTech/Pfizer und MRNA-1273 von Moderna per Reverse Engineering und veröffentlichten sie anschließend auf GitHub.
In der Systembiologie bezeichnet Reverse Engineering, hier auch Netzwerkinferenz genannt, die Identifikation von biologischen Netzwerken, insbesondere Genregulationsnetzwerken, unter Verwendung sowohl von gemessenen biomedizinischen oder/und molekularbiologischen Daten, insbesondere Daten aus der Genexpressionsanalyse, als auch von molekularbiologischem Vorwissen.

## Rechtliche Aspekte
Die Erlangung eines Geschäftsgeheimnisses durch Untersuchen, Rückbauen oder Testen eines Produkts oder Gegenstands ist seit April 2019 gem. § 3 Abs. 1 Nr. 2 des Gesetzes zum Schutz von Geschäftsgeheimnissen (GeschGehG) grundsätzlich zulässig.

### Software
Viele Firmen versuchen, das Reverse Engineering ihrer Produkte durch entsprechende Lizenzbedingungen zu untersagen. In Deutschland sind diese Bedingungen allerdings ungültig. Nach § 69d Abs. 3 UrhG und § 69a Abs. 2 UrhG sind die vom Reverse Engineering berührten Rechtsgüter, anders als bei Nachbau oder Raubkopien, nicht vom Urheberrecht geschützt. Zur Überprüfung der Anwendungssicherheit und zur Fehlerbehebung sind Analysen und sogar Eingriffe in Software gesetzlich legal. Rechtlich einwandfrei sind außerdem alle Handlungen der Untersuchung an einem Werk, die dem Erkenntnisgewinn dienen. Wer Software ausführt, ohne dem Lizenzvertrag zugestimmt zu haben, ist von einem vertraglichen Verbot des Reverse Engineerings ohnehin nicht betroffen.
Die Analyse von Protokollen ist davon rechtlich nicht betroffen, weil dabei die Software selbst gar nicht Gegenstand der Untersuchung ist. 
Oftmals dienen solche Lizenzklauseln eher dem Zweck der Abschreckung und sind somit als einseitige Willensäußerung oder je nach Form als einseitig vorgetragene Rechtsauffassung zu verstehen, die bei unabhängiger rechtlicher Prüfung möglicherweise keine Bestätigung finden und somit keinen weiteren Bestand haben wird. Im Softwarebereich spricht man von der sogenannten „Shrink Wrap License“-Vereinbarung, bei der von einem Vertragsabschluss ausgegangen wird, weil das Programm ausgeführt wird. In Deutschland ist jeder Vertrag anfechtbar, dessen Konditionen einer Vertragspartei erst nach „Abschluss“ eröffnet werden.
Allerdings kann man sich ggf. per Vertragsstrafe zu Zahlungen im Fall der entdeckten Zuwiderhandlung verpflichtet haben. Dieser Form der individuellen Vertragsbindung kann man sich unter Umständen sehr wohl vollkommen legal unterworfen haben, wobei es hier meistens um Prototypen oder Kleinserien geht, die noch erhebliche Mengen an Geschäftsgeheimnissen enthalten. Oftmals werden aus diesem Grund Rabatte zugunsten des Käufers eingeräumt (im Gegenzug zur verminderten Nutzungsmöglichkeit), oder es wird versucht, durch die oben angeführte Vertragsstrafe echte Risiken des Verkäufers (z. B. durch Geheimnisverrat) zumindest in gewissem Umfang abzudecken. Weiterhin findet bei sensiblen Objekten auch die Methode der zeitlich begrenzten leihweisen Überlassung statt.
Schon lange wird auch Verschlüsselung und Verschleierung in der Computertechnik eingesetzt, wobei hiermit natürlich primär das Reverse Engineering erschwert werden soll, aber zunehmend auch, weil dadurch die novellierten Gesetze zum Urheberrecht in Bezug auf Kopierschutz und den daran geknüpften Strafandrohungen zum Tragen kommen könnten. Beispielhaft sei hier die Anklage des Russen Dmitry Sklyarov in den USA nach dem DMCA wegen Dekodierung von geschützten Textdokumenten im Jahr 2001 angeführt. Im Oktober 2003 ließ der US-Kongress jedoch vier Zusätze zu dem DMCA passieren, welche u. a. den Zweck der Archivierung von digitalen Werken als zeitlich begrenzte Ausnahme definierten und dafür notwendige Techniken wie das Reverse Engineering wieder erlauben.

“3. Computer programs and video games distributed in formats that have become obsolete and which require the original media or hardware as a condition of access. …The register has concluded that to the extent that libraries and archives wish to make preservation copies of published software and videogames that were distributed in formats that are (either because the physical medium on which they were distributed is no longer in use or because the use of an obsolete operating system is required), such activity is a noninfringing use covered by section 108(c) of the Copyright Act.”

Im November 2006 hat die Library of Congress der USA einer dauerhaften Ausnahme bezüglich des DMCA zugestimmt, welche das Umgehen eines Kopierschutzes von Software erlaubt, welche nicht länger vom Urheberrechtsinhaber verkauft oder unterstützt wird (Abandonware), sodass also eine Archivierung und digitale Erhaltung ohne Angst vor Rechtsverfolgung möglich ist.
Benutzt man das Ergebnis des Reverse Engineerings zum gewerblichen Nachbau, so wird man sich mit der großen Menge der gewerblichen Schutzrechte (z. B. Plagiat) in ähnlicher Weise konfrontiert sehen, so wie es auch bei Ergebnissen der ganz normalen eigenständigen Forschung und Entwicklung der Fall sein kann (z. B. durch Patente).

### Technik und Elektronik
Das Reverse Engineering zum Zweck des Nachbaus von technischen Objekten hat oft das Ziel, Entwicklungskosten und -risiken zu verringern sowie fehlendes eigenes Know-how zu kompensieren. Die zusätzliche Konkurrenz wird deshalb vom Originalhersteller oft nicht hingenommen und rechtlich bekämpft. Außerdem schützen sich Originalhersteller vor Nachahmung durch Verschleierung oder sichern ihre Originalität durch verdeckte Produktkennzeichnung (Tags) ab. Der Nachbau ist mindestens immer dann illegal, wenn fremde Patente verletzt werden oder wenn das Produkt als Originalteil gekennzeichnet ist. Aber auch, wenn ungeschütztes Gedankengut anderer benutzt wird, kann eine Urheberrechtsverletzung vorliegen. Hochintegrierte Schaltkreise erschweren das reverse engineering durch ihre Strukturgrößen im Nanometerbereich. Auf Leiterplatten werden oft Bezeichnungen der verbauten integrierten Schaltkreise entfernt.
Das Reverse Engineering unterscheidet sich vom technischen Re-Engineering dadurch, dass bei letzterem die technische Dokumentation, beispielsweise durch Open-Source-Hardware, vorliegt und die Funktionalität mit neueren Mitteln nachgebildet oder erweitert werden soll.